# Clidemia ostrina
Clidemia ostrina är en tvåhjärtbladig växtart som beskrevs av Henry Allan Gleason. Clidemia ostrina ingår i släktet Clidemia och familjen Melastomataceae.
Artens utbredningsområde är Venezuela. Inga underarter finns listade i Catalogue of Life.